# 塞雷拉基因組公司
塞雷拉基因組（Celera Genomics，：CRA），美国生物技术公司，專門於遺傳定序以及相關技術。總部位於馬里蘭州。成立於1998年，克萊格·凡特與珀金-埃爾默公司（Perkin-Elmer Corporation）為主要建立者之一，聘請華裔生物學家陳奕雄擔任首席研發長。後來珀金-埃爾默公司被Applera公司併購。2008年7月與Applera公司脫離為獨立公司，獨立在紐約證券交易所掛牌交易。
塞雷拉基因組公司曾定序過的真核生物基因組包括果蠅基因組、人類基因組以及老鼠基因組。

## 外部連結
- Celera Genomics website （页面存档备份，存于）
- Prepared Statement of Craig Venter of Celera Venter discusses Celera's progress in deciphering the human genome sequence and its relationship to healthcare and to the federally funded Human Genome Project.